# Giuseppe Pernice
Giuseppe Pernice (Mazara del Vallo, 22 gennaio 1947) è un ingegnere e politico italiano.

## Biografia
Ingegnere nucleare, ricercatore del CNEN, dell'ENEA e del CNR, Sindaco di Mazara del Vallo dal 1976 al 1978, vicesindaco nel 1979 e nel 1995-97.
Eletto alla Camera dei deputati per il PCI nella circoscrizione Palermo-Trapani-Agrigento-Caltanissetta alle elezioni politiche del 1979 e del 1983 raccogliendo rispettivamente 22.293 e 22.925 preferenze.
Membro della Commissione Parlamentare di inchiesta sul terremoto del Belice, nonché della Commissione Trasporti, Poste e Telecomunicazioni, Marina Mercantile. È stato fra i promotori del primo provvedimento organico in materia di pesca marittima (Legge 41/1982) e della legge sul terremoto del giugno 1981 nella Sicilia Occidentale (Legge 536/81).
Rieletto deputato nel 1983, viene nominato segretario della Commissione Trasporti. Cofirmatario della proposta di legge n. 1581 (Legge Rognoni-La Torre).
Nel 1987, ultimata l'esperienza parlamentare, ritorna alla attività scientifica, prima all'ENEA, quale Responsabile dell'Unità REL-TER Sicilia-Sardegna, poi al CNR presso l'Istituto per l'Ambiente Marino Costiero (IAMC-CNR), sviluppando ricerche nel settore delle fonti rinnovabili, del risparmio energetico e dei modelli previsonali di gestione integrata della fascia costiera.
Dal 2006 Coordinatore dell'"Osservatorio della Pesca del Mediterraneo".
Redattore del periodico "L'arco".

### Opere
- Giuseppe Pernice, Patti I., Caltagirone P., Capo Feto – Analisi del degrado di un biotopo naturale, NTR-IRMA, 2001, ISSN 1120-1894 (WC · ACNP).
- Giuseppe Pernice, Elaborazione di un modello di gestione integrata della fascia costiera mediante GIS e reti neurali attraverso la raccolta ed analisi di dati ambientali ed alieutici dell’area costiera che si estende dallo Stagnone di Marsala a Marinella di Selinunte, NTR-IRMA, 2005.
- Giuseppe Pernice, DREPANCOAST - Elaborazione di un modello di gestione integrata della zona costiera della Provincia di Trapani, NTR-IRMA, 2007.
- Giuseppe Pernice, Vincenzo Fazio, Antonio Ricciardi, Il Distretto della Pesca di Mazara del Vallo - Una buona pratica di cooperazione tra aziende internazionali, FrancoAngeli, 2009, ISBN 978-88-568-1359-3.
- Giuseppe Pernice, Antonio Caruso, ASPRACOAST: modello di gestione ambientale della fascia costiera del Comune di Bagheria, IlionBooks, 2009, ISBN 978-88-267-0132-5.